# غزير (لبنان)
تقع غزير في قضاء كسروان أحد أقضية محافظة جبل لبنان.
تبعد غزير 27 كلم (16.7778 مي) عن بيروت عاصمة لبنان. ترتفع 380 م (1246.78 قدم - 415.568 يارد) عن سطح البحر وتمتد على مساحة 542 هكتاراً (5.42 كلم²- 2.09212 مي²)

## أعلام
- بشير الثاني الشهابي
- خليل آل حداد
- يوسف باخوس